# Hara Tamiki
Hara Tamiki (jap. 原 民喜; * 15. November 1905 in Hiroshima; † 13. März 1951) war ein japanischer Schriftsteller.

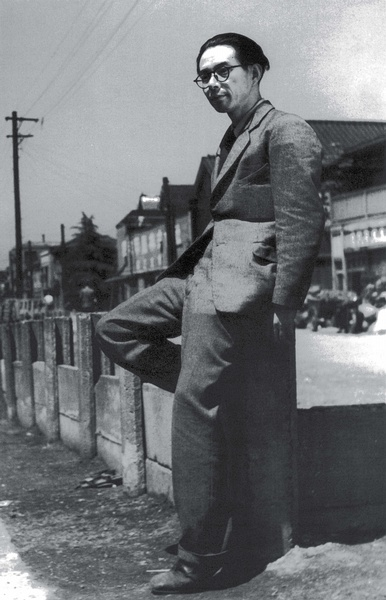
Hara Tamiki

## Leben
Hara besuchte bis 1923 die Mittelschule in Hiroshima. Er führte ab dem zwölften Lebensjahr ein Tagebuch und schrieb Gedichte. Frühzeitig las er die Werke der großen russischen Schriftsteller des 19. Jahrhunderts (Nikolai Gogol, Anton Tschechow, Fjodor Dostojewski, Leo Tolstoi, Iwan Turgenjew), daneben auch die Bibel und die Gedichte Walt Whitmans und Rainer Maria Rilkes.
Ab 1923 lebte er völlig zurückgezogen in Tokio und verfasste Kurzgeschichten und Märchen. Kontakt zur Außenwelt hatte er nur durch seine Frau Sadae. Nach dem Tod seiner Frau 1944 floh er vor den Bombenangriffen auf Tokio zu seiner Familie nach Hiroshima. Hier erlebte und überlebte er den Abwurf der Atombombe am 6. August 1945.
Unmittelbar danach begann er mit den Aufzeichnungen über seine Erlebnisse Genbaku hisaiji no nōto (Aufzeichnungen aus den Tagen, als wir zu Atombombenopfern wurden). Auf diesen beruht seine Erzählung Natsu no hana (Sommerblumen), die er 1947 veröffentlichte. Beide Werke zählen zu den frühesten literarischen Zeugnissen der Atombombenabwürfe auf Hiroshima und Nagasaki. Er gilt als bedeutender Vertreter der ersten Generation der „Atombombenliteratur“ (原爆文学), die gekennzeichnet ist durch die literarische Verarbeitung der persönlichen Erfahrung der Atombombenabwürfe. Seine Werke unterlagen bis 1952 der Zensur durch die amerikanischen Besatzungskräfte.
1946 kehrte Hara nach Tokio zurück und unterrichtete Englisch an der Chūō-Universität. Alle Werke, die danach bis zu seinem Tod entstanden, kreisten um den 6. August 1945. Am 13. März 1951 warf sich Hara vor einen Zug der Chūō-Bahnlinie. In seinem Nachlass fand sich die Erzählung Shingan no kuni, aus der seine Todessehnsucht spricht. Freunde und Schüler setzten ihm einen Gedenkstein an der Mauer der Burg Hiroshima.